# 12 януари
12 януари е 12-ият ден в годината според григорианския календар. Остават 353 дни до края на годината (354 през високосна година).

## Събития
- 475 г. – Флавий Василиск става император на Византийската империя.
- 1528 г. – Густав I е коронован за крал на Швеция.
- 1884 г. – Съставено е деветото правителство на България, начело с Драган Цанков.
- 1908 г. – От Айфеловата кула е излъчен дълговълнов радиосигнал, чийто диаметър е 6000 км.[1]
- 1908 г. – Влиза в сила указ на княз Фердинанд I, с който Информационното бюро към Щаба на войската се преобразува в Разузнавателна секция. Ден на военното разузнаване на България.
- 1915 г. – В Конгреса на САЩ е отхвърлено предложението за даване на избирателни права на жените.

- 1943 г. – Втората световна война: Червената армия започва операция за разкъсване на Блокадата на Ленинград.
- 1945 г. – Втората световна война: Съветския съюз започва т.нар. Януарска офанзива срещу Нацистка Германия на фронт от 1200 км в Източна Европа.
- 1964 г. – В Занзибар започва въстание, определено като революция, което довежда до обявяване на държавата за република.
- 1966 г. – В САЩ започва излъчването на телевизионния сериал Батман.
- 1969 г. – Рок групата „Лед Зепелин“ издава първия си албум – Led Zeppelin.
- 1970 г. – Войната в Биафра завършва с анексирането на тази държава от Нигерия.
- 1981 г. – Започва излъчването на американската „сапунена опера“ Династия.
- 1991 г. – Конгресът на САЩ оторизира правителството да използва военна сила за да отблъсне армията на Ирак извън границите на Кувейт.
- 1992 г. – След победата на Ислямския фронт за спасение в Алжир, правителството прекратява изборите, което става повод за гражданска война.
- 1998 г. – В Европейския съюз е постигнато съгласието на 15-те страни-членки за забрана на клониране на хора.
- 2005 г. – Изстреляна е американската космическа сонда Deep Impact за извършване на изследвания върху кометата Темпъл 1.
- 2006 г. – През последния ден от ислямското пилигримство Хадж в Саудитска Арабия, по време на ритуала Пропъждане на дявола с камъни между Мека и Мина инцидент с автобус предизвиква паника, загиват 346 и са ранени 209 богомолци.
- 2022 г. – Протест и щурм на Народното събрание, организиран от  партия Възраждане.

## Родени
- 1591 г. – Хосе де Рибера, испански художник († 1652 г.)
- 1628 г. – Шарл Перо, френски писател († 1703 г.)
- 1729 г. – Едмънд Бърк, ирландски държавник († 1797 г.)
- 1746 г. – Йохан Хайнрих Песталоци, швейцарски педагог († 1827 г.)
- 1779 г. – Никола Клеман, френски химик († 1841 г.)
- 1797 г. – Анете фон Дросте-Хюлзхоф, германска поетеса († 1848 г.)
- 1848 г. – Василий Суриков, руски художник, исторически живописец († 1916 г.)
- 1851 г. – Димитър Наумов, български агроном († 1884 г.)
- 1852 г. – Жозеф Жак Сезар Жофр, френски генерал († 1931 г.)
- 1863 г. – Беньо Цонев, български езиковед († 1926 г.)
- 1863 г. – Свами Вивекананда, индийски философ († 1902 г.)
- 1876 г. – Джек Лондон, американски писател († 1916 г.)
- 1877 г. – Иван Кипров, български лекар († 1922 г.)
- 1878 г. – Ференц Молнар, унгарски писател († 1952 г.)
- 1893 г. – Алфред Розенберг, нацистки политик († 1946 г.)
- 1893 г. – Херман Гьоринг, нацистки функционер († 1946 г.)
- 1899 г. – Паул Мюлер, швейцарски химик, Нобелов лауреат през 1948 г. († 1965 г.)
- 1900 г. – Тодор Ангелов, български антифашист († 1943 г.)
- 1903 г. – Игор Курчатов, съветски учен († 1960 г.)
- 1904 г. – Георги Караславов, български писател († 1980 г.)
- 1907 г. – Сергей Корольов, съветски инженер († 1966 г.)
- 1910 г. – Луис Рейнър,  германо-британска актриса († 2014 г.)
- 1913 г. – Иларион Доростолски, митрополит на Доростолска епархия († 2009 г.)
- 1915 г. – Петър Увалиев, български критик († 1999 г.)
- 1916 г. – Питер Бота, първи президент на ЮАР († 2006 г.)
- 1917 г. – Любомир Сагаев, български музиколог и общественик († 2001 г.)
- 1926 г. – Рей Прайс, американски кънтри певец († 2013 г.)
- 1929 г. – Коста Странджев, български писател († 1991 г.)
- 1933 г. – Лили Енева, българска актриса
- 1934 г. – Васил Симов, български волейболист († 1995 г.)
- 1944 г. – Властимил Хорт, чехословашки шахматист († 2025 г.)
- 1944 г. – Джо Фрейзър, американски боксьор († 2011 г.)
- 1948 г. – Елена Божкова, българска народна певица
- 1949 г. – Харуки Мураками, японски новелист
- 1951 г. – Кърсти Али, американска актриса († 2022 г.)
- 1954 г. – Хауърд Стърн, американски радиоводещ
- 1955 г. – Людмил Тодоров, български актьор († 2023 г.)
- 1956 г. – Николай Носков, руски музикант
- 1958 г. – Ваня Цветкова, българска актриса
- 1962 г. – Марина Кондова, българска тенисистка
- 1964 г. – Джеф Безос, американски предприемач
- 1965 г. – Роб Зомби, американски музикант
- 1968 г. – Амелия Личева, българска литературна критичка
- 1969 г. – Роберт Просинечки, хърватски футболист
- 1970 г. – Зак де ла Роча, американски певец (Rage Against the Machine)
- 1972 г. – Приянка Ганди, индийски политик
- 1974 г. – Илиян Симеонов, български футболист
- 1974 г. – Милен Петков, български футболист
- 1981 г. – Мартин Герасков, български актьор
- 1982 г. – Величко Чолаков, български щангист († 2017 г.)

## Починали
- 1519 г. – Васко Нунес де Балбоа, испански мореплавател (* 1475 г.)
- 1519 г. – Максимилиан I, австрийски ерцхерцог (* 1459 г.)
- 1583 г. – Фернандо Алварес де Толедо, испански военачалник (* 1507 г.)
- 1665 г. – Пиер дьо Ферма, френски математик (* 1601 г.)
- 1829 г. – Фридрих фон Шлегел, германски културфилософ (* 1772 г.)
- 1856 г. – Людовит Щур, словашки възрожденски деец (* 1815 г.)
- 1913 г. – Стоян Топузов, български военен деец (* 1864 г.)
- 1951 г. – Рачо Стоянов, български драматург (* 1883 г.)
- 1960 г. – Невил Шът, английски писател (* 1899 г.)
- 1976 г. – Агата Кристи, британска писателка (* 1891 г.)
- 1983 г. – Николай Подгорни, председател на Върховния съвет на СССР (* 1903 г.)
- 1990 г. – Йон Хансен, датски футболист (* 1924 г.)
- 1993 г. – Юзеф Чапски, полски художник († 1896 г.)
- 1997 г. – Чарлз Хюгинс, канадски медик, Нобелов лауреат през 1966 г. (* 1901 г.)
- 2002 г. – Сайръс Ванс, държавен секретар на САЩ (* 1917 г.)
- 2003 г. – Морис Гиб, британски поп-певец (* 1949 г.)
- 2007 г. – Юрг Федершпил, швейцарски писател (* 1931 г.)
- 2017 г. – Лари Стеинбауер, британски кейбордист (Bronski Beat) (* 1960 г.)
- 2023 г.
  - Елка Константинова – български литературовед (* 1932 г.)[2]
  - Лиза Мари Пресли, американска певица (* 1968 г.)
  - Нурие Дерменджиева, българска столетница (* 1912 г.)[3]

## Празници
- Православна и Католическа църква – Света мъченица Татяна
- България – Празник на българското военно разузнаване (от 1997)
- Индия – Национален ден на младежта
- Танзания – Ден на революцията в Занзибар (1964 г.)
- Туркменистан – Ден на всенародната памет